# Карл Џанкшон (Мисури)
Карл Џанкшон (енгл. Carl Junction) град је у америчкој савезној држави Мисури.

## Демографија
По попису из 2010. године број становника је 7.445, што је 2.151 (40,6%) становника више него 2000. године.
| Група             | 2000.         | 2010.         |
| Белци             | 5.040 (95,2%) | 6.810 (91,5%) |
| Афроамериканци    | 23 (0,4%)     | 75 (1,0%)     |
| Азијати           | 19 (0,4%)     | 73 (1,0%)     |
| Хиспаноамериканци | 80 (1,5%)     | 217 (2,9%)    |
| Укупно            | 5.294         | 7.445         |